# Miconia aulocalyx
Miconia aulocalyx är en tvåhjärtbladig växtart som beskrevs av Carl Friedrich Philipp von Martius och José Jéronimo Triana. Miconia aulocalyx ingår i släktet Miconia och familjen Melastomataceae. Inga underarter finns listade i Catalogue of Life.